# Zhidoi

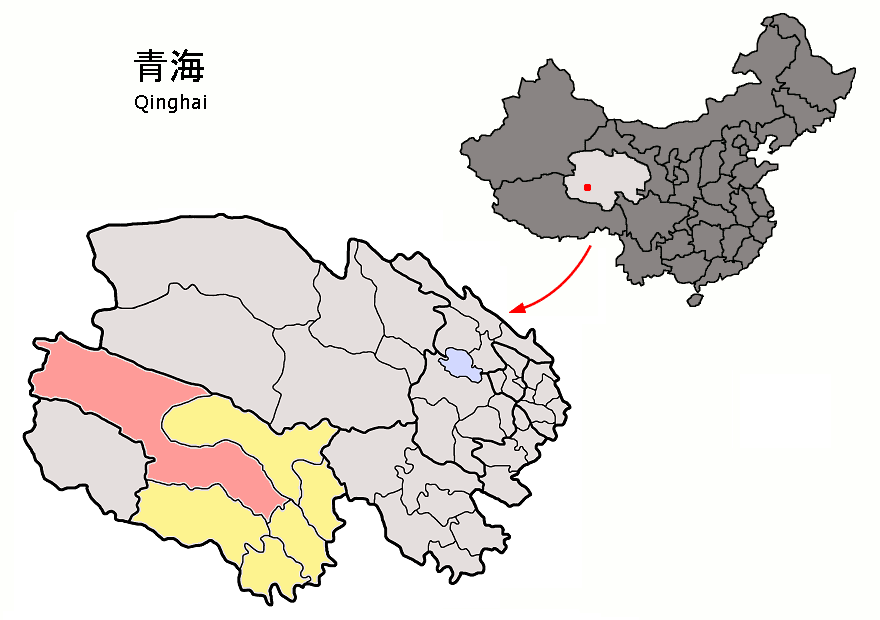
Lage des Kreises Zhidoi in Yushu (gelb)

Zhidoi (tibetisch འབྲི་སྟོད་རྫོང་, Umschrift nach Wylie: ’bri stod, auch Dritö; chinesisch 治多县, Pinyin Zhìduō Xiàn) ist ein Kreis des Autonomen Bezirks Yushu der Tibeter im Süden der chinesischen Provinz Qinghai. Er hat eine Fläche von 80.683 Quadratkilometern und zählt 34.496 Einwohner (Stand: Zensus 2020). Sein Hauptort ist Gyaijêpozhanggê (rgyal rje pho brang sked / Jiājíbóluògé Zhèn 加吉博洛格镇). 

## Administrative Gliederung
Auf Gemeindeebene setzt sich der Kreis aus einer Großgemeinde und fünf Gemeinden zusammen. Diese sind (Pinyin/chin.)
- Großgemeinde Jiajiboluoge 加吉博洛格镇

- Gemeinde Duocai 多采乡
- Gemeinde Lixin 立新乡
- Gemeinde Suojia 索加乡
- Gemeinde Zhahe 扎河乡
- Gemeinde Zhiqu 治曲乡